# Farez Brahmia
Farez Brahmia (* 24. Januar 1990 in Saint-Louis) ist ein französisch-algerischer ehemaliger Fußballspieler.

## Karriere
Brahmia spielte ab 2003 bei der AS Bourgfelden und wechselte 2006 in die Jugendabteilung von Racing Straßburg. Er gehörte zum U-18-Team, das 2008 im Halbfinale der Coupe Gambardella gegen den späteren Sieger Stade Rennes ausschied. Am 3. Oktober 2009 absolvierte er im Ligue 2-Spiel gegen SCO Angers sein Profidebüt. Sein erstes Ligator erzielte er am 15. Januar 2010 beim 4:1-Sieg über Stade Laval. Im August 2011 verließ Brahmia Straßburg und unterschrieb beim SR Colmar. Am 23. März 2012 wechselte er auf Leihbasis bis zum Saisonende zum Schweizer Verein FC Langenthal. Bei Langenthal entwickelte er sich zum Leistungsträger und erzielte bis zum Saisonende vier Tore in sechs Spielen. Am 23. Mai 2012 kehrte er zu SR Colmar zurück und spielte auch die folgende Saison dort.
Es folgten weitere Stationen beim FC Mulhouse, der AS Lyon-Duchère und seit 2018 steht er bei US Sarre-Union unter Vertrag.

## Persönliches
Brahmias älterer Bruder Saphi (* 1984) ist ebenfalls als Fußballspieler aktiv.